# Regimentul 9 Călărași (1916-1918)
Regimentul 9 Călărași a fost o unitate de cavalerie de nivel tactic, care s-a constituit la 14/27 august 1916, prin mobilizarea unităților și subunităților existente la pace. Regimentul era dislocat la pace în garnizoana Constanța. :p. 339
Regimentul a făcut parte din Brigada 5 Călărași alături de Regimentul 10 Călărași, aflată în organica Corpului V Armată. La intrarea în război, Regimentul 9 Călărași a fost comandat de colonelul Romulus Scărișoreanu. Regimentul 9 Călărași a participat la acțiunile militare pe frontul român, pe toată perioada războiului, între 14/27 august 1916 - 28 ocotmbrie/11 noiembrie 1918.{Rp|p. 200}

## Participarea la operații

### Campania anului 1916
În campania din anul 1916 Regimentul 9 Călărași a participat la acțiunile militare în dispozitivul de luptă al Armatei 3, participând la Acțiunile militare din Dobrogea (1916) și Bătălia pentru București. {Rp|passim}{Rp|passim}

### Campania anului 1917
În campania din anul 1917 Regimentul 9 Călărași a participat la acțiunile militare în dispozitivul de luptă al Armatei 2, participând la a treia bătălie de la Oituz. În această campanie, regimentul a fost comandat de colonelul Alexandru Steriade. {Rp|p. 50} {Rp|passim}{Rp|passim}

## Comandanți
- Colonel  Romulus Scărișoreanu
- Colonel  Alexandru Steriade